# Джайлс, Эрнест
Уильям Эрнест Пауэлл Джайлс, более известный как Эрнест Джайлс (1835—1897) — исследователь Австралии.
Родился 7 июля 1835 года в Бристоле (Англия), в пятнадцатилетнем возрасте вместе с родителями эмигрировал в Австралию и обосновался в Аделаиде. В 1852 году Джайлс поступил на службу в Главное почтовое управление в Мельбурне.
В 1861 году он совершил своё первое путешествие, обследовав долину реки Дарлинг.
В 1872 году от станции трансконтинентального телеграфа Чамберс-Пиллар на реке Финк Джайлс совместно с Уильямом Госсом двинулся на юго-запад, пересёк горную цепь Мак-Доннелл и углубился в пески пустыни Гибсона, где открыл пересыхающее озеро Амадиус.
Два своих следующих путешествия, состоявшихся в 1873 и 1874 годах, Джайлс, объединившись с Уильямом Госсом и Альфредом Гибсоном, начинал от станции Пике, откуда прошёл вдоль хребта Масгрейв на северо-запад и пытался пройти в неисследованные ранее области безымянной пустыни, однако оба раза из-за крайнего недостатка воды вынужден был повернуть обратно, причём Гибсон там погиб, отыскивая воду. Впоследствии эта пустыня была названа именем Альфреда Гибсона.
Следующее своё путешествие Джайлс начал из посёлка Порт-Огаста на северной оконечности залива Спенсер. Двинувшись на северо-запад мимо озера Торренс, Джайлс, достигнув хребта Масгрейв, повернул на запад и прошёл через Большую пустыню Виктория (название дано им), от озера Мур он направился на юго-запад и 18 ноября 1875 года достиг Перта.
В 1876 году Джайл двинулся из Перта в обратном направлении и, пройдя севернее маршрута экспедиции Джона Форреста, пересёк пустыню Гибсона и вышел к станции Алис-Спрингс. За это путешествие Джайлс в 1880 году был награждён золотой медалью Королевского географического общества.
О своих путешествиях Джайлс написал следующие труды:
- «Geographical travels in Central Australia». Melbourne, 1875
- «The journal of a forgotten expedition». Adelaida, 1880
- «Australia twice traversed: the Romance of Exploration». Vol. 1—2. Adelaida, 1889

В 1897 году Джайлс заболел воспалением лёгких и скончался 13 ноября 1897 года в Мельбурне.